# Gács
Gács (szlovákul Halič) község Szlovákiában, a Besztercebányai kerület Losonci járásában. Egykori járási székhely.

## Fekvése
Losonctól 7 km-re északnyugatra található.

## Története
Gács első említése 1299-ből származik. Egykori várát a Losonciak építették a 13. század második felében. A Csák Máté elleni harcokban romos állapotba került, 1386-ban Losonczy István újjáépíttette. 1451-ben Jiskra János foglalta el, Mátyás azonban visszafoglalta. A 16. század első felében Losonczi István birtoka. A birtok örököse, Losonczi Anna Forgách Zsigmondhoz ment nőül, így az a Forgách családé lett. A romos vár helyén Forgách Simon pompás hat saroktornyos várkastélyt építtetett 1612-ben. A 17. század végén Thököly Imre serege sikertelenül ostromolta. 1703-ban rövid ellenállás után meghódolt a kurucoknak, de 1709-ben visszafoglalták és felégették a császáriak. Az 1792-ben korszerűsített épület főúri lakhely volt.
Vályi András szerint "GÁCS. Mező Város Nógrád Vármegyében, földes Ura Gróf Forgách Uraság, lakosai katolikusok, fekszik Losoncthoz 1/4 mérföldnyire, kies helyen épült, ’s különmbféle Fábrikákkal diszesíttetik, és gazdagíttatik, Posta is van benne. Határja középszerű, posztó, papíros, ’s nem különben őrlő malmai is vagynak, tulajdonságai jobbak mint Balassa Gyarmatnak, erdeje nagy, első Osztálybéli."
A település 1765-ben városi jogot kapott, egykor posztógyártásáról volt híres. 1767-ben gróf Forgách János itt alapította meg Magyarország első posztó-manufaktúráját. Finomabb posztók gyártását 1792-ben kezdték el. 1800-ban a manufaktúrát részvénytársasággá alakítják. A gácsi posztó elismertségéhez a reformkor arisztokratái is hozzájárultak. Podmaniczky Frigyes naplójában például beszámol arról, hogy az első között volt Pest-Budán, aki esténként gácsi posztóból készült frakkot húzott, bár mindez még kissé durva minőségű volt – tudniillik a gácsi posztó legnagyobb vevője a hadsereg. A 19. század végén Mikszáth Kálmán is megemlíti a gácsi posztót a Szent Péter esernyője című regényében: "gácsi posztó ám ez, olyan erős, hogy víz sem hat rajta át". A gyárat az 1850-es években porosz szakemberek modernizálták. A részvénytársaságnak az 1860-as években Magyarországon hét településen (Pest, Debrecen, Miskolc, Losonc, Kassa, Lőcse és Beszterce) működött lerakata. A posztógyárat a Vasárnapi Ujság 1861-ben részletesen bemutatta: "1703. Rákóczy Ferencz hivei a várat ostrom alá vették s kemény elentállás után végre be is vették. - Egy franczia tiszt, Rákóczy hive, vette át a várparancsnokságot. A zavarok lecsendesültével e vár ismét a Forgách család birtokába jutott. E család egyik tagja, gróf Forgách Antal, alapitotta a vár alatt épült gácsi posztó-gyárat 1762-ben. 1792-ben eddigi durvább s közönségesebb készítményeihez a finom posztó-gyártást is csatolván, „Gyapjúszövet és finom posztó-gyár" czimét vette fel."
Katolikus iskolája 1816-ban létesült. 1828-ban 186 házában 1235 lakos élt.
Fényes Elek szerint "Gács, (egész neve: Gácsváralja), tót-magy. mv., Nógrád vgyében, egy kiterjedt völgy közepén, Losonczhoz 1., Pesthez éjszakra 14 mfld távolságra. A város éjszaki oldalán egy magas kősziklás hegyen áll a régi Forgách nemzetség vára, melly a legjobb karban, jelenleg gr. Forgách Sándornak szolgál lakásul. Határa 210 hold, mellyből belsőség 110, szántóföld és rét 100 hold. Urbériség itt nincs. Lakja 1117 kath., 180 ágostai, 2 ref., 47 zsidó. A város mellett folyik a Tugár pataka. Nevezetes épületei: a váron kivül gr. Forgách Antal kastélyja, a posztó- és répaczukorgyár, mellyek közül a posztógyár egész Magyarországban legnagyobbnak mondható. Tart 3 országos vásárt is. Birják gr. Forgách Antal, és gróf Forgách János örökösei. Postahivatala Losonczra tétetett át." 
A trianoni békeszerződésig Nógrád vármegye Gácsi járásának székhelye. 1938 és 1944 között ismét Magyarország része volt. A szovjet Vörös Hadsereg 1945. január 25-én foglalta el.

## Népessége
| Év:            | 1994. | 2004.   | 2014.   | 2024.   |
| -------------- | ----- | ------- | ------- | ------- |
| Emberek száma: | 1547  | 1697    | 1670    | 1656    |
| Eltérés:       |       | +9,69 % | -1,59 % | -0,83 % |

| Év:            | 2023. | 2024.   |
| -------------- | ----- | ------- |
| Emberek száma: | 1647  | 1656    |
| Eltérés:       |       | +0,54 % |

1880-ban 1256 lakosából 167 magyar és 969 szlovák anyanyelvű volt.
1890-ben 1294 lakosából 254 magyar és 984 szlovák anyanyelvű volt.
1900-ban 1145 lakosából 456 magyar és 640 szlovák anyanyelvű volt.
1910-ben 1251 lakosából 637 magyar és 560 szlovák anyanyelvű volt.
1921-ben 1210 lakosából 221 magyar és 928 csehszlovák volt.
1930-ban 1440 lakosából 50 magyar és 1258 csehszlovák volt.
1941-ben 958 lakosából 626 magyar és 321 szlovák volt.
1970-ben 1531 lakosából 15 magyar és 1500 szlovák volt.
1980-ban 1615 lakosából 44 magyar és 1554 szlovák volt.
1991-ben 1659 lakosából 46 magyar és 1545 szlovák volt. 
2001-ben 1676 lakosából 32 magyar és 1570 szlovák volt. 
2011-ben 1697 lakosából 20 magyar és 1480 szlovák.

## Nevezetességei

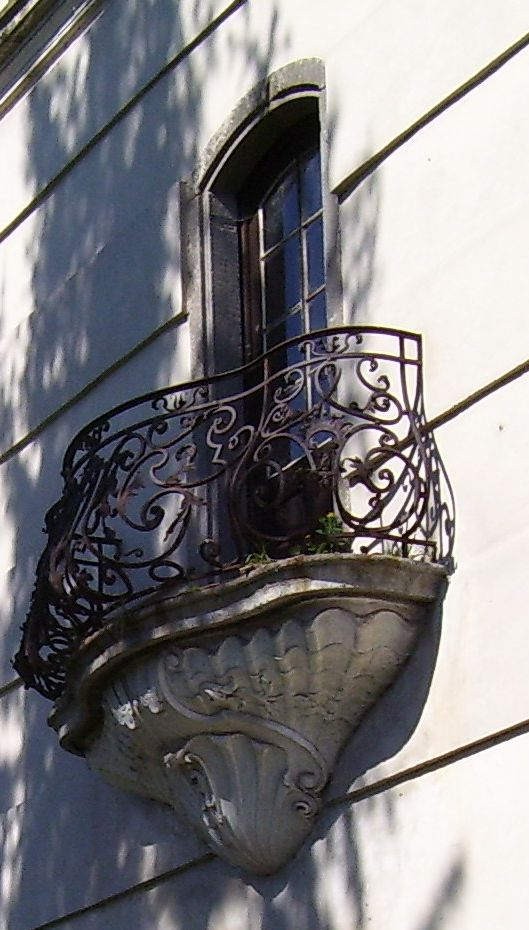
Barokk erkély a várkastélyon
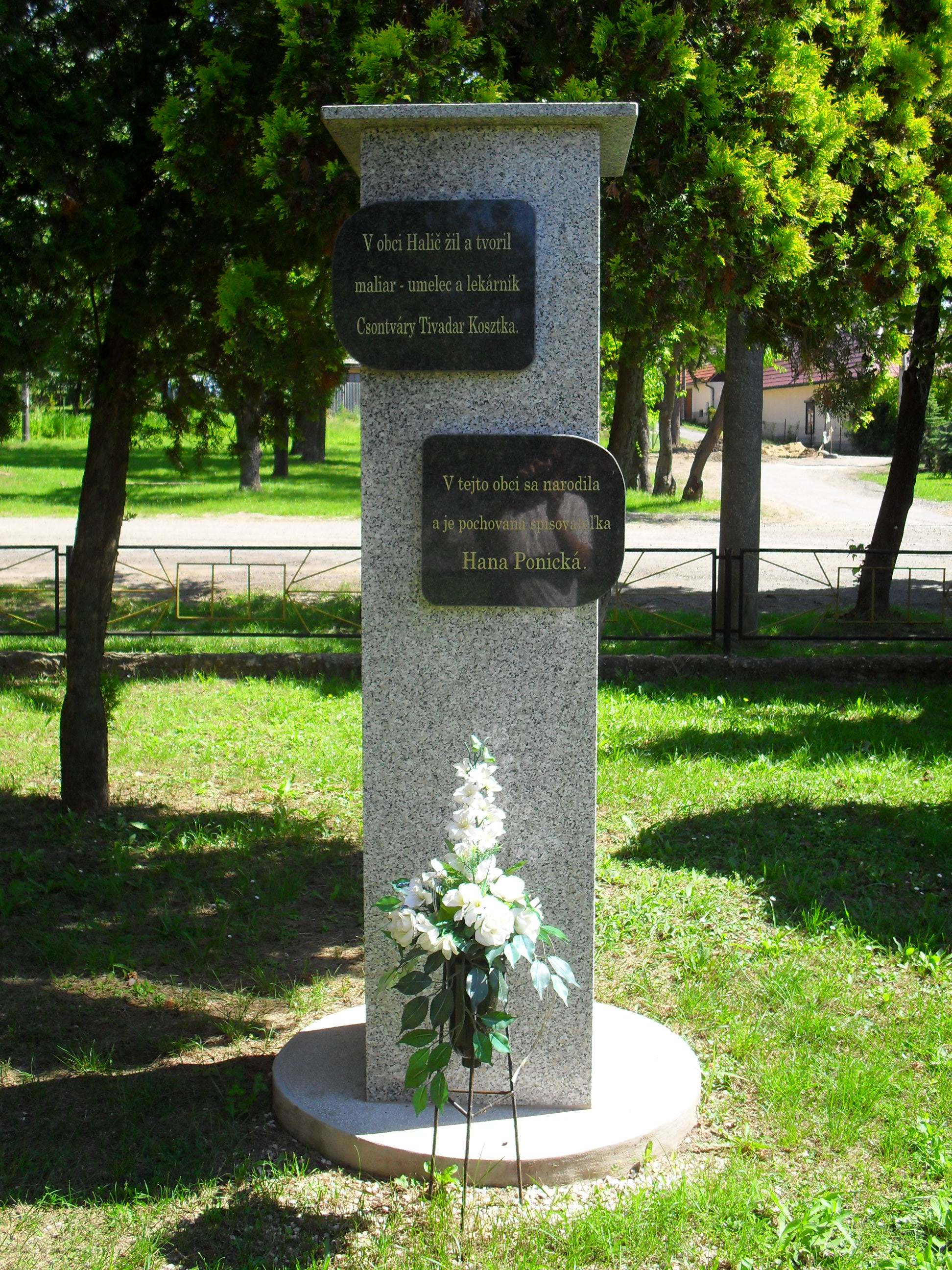
Csontváry Kosztka Tivadar és Hana Ponická emlékműve
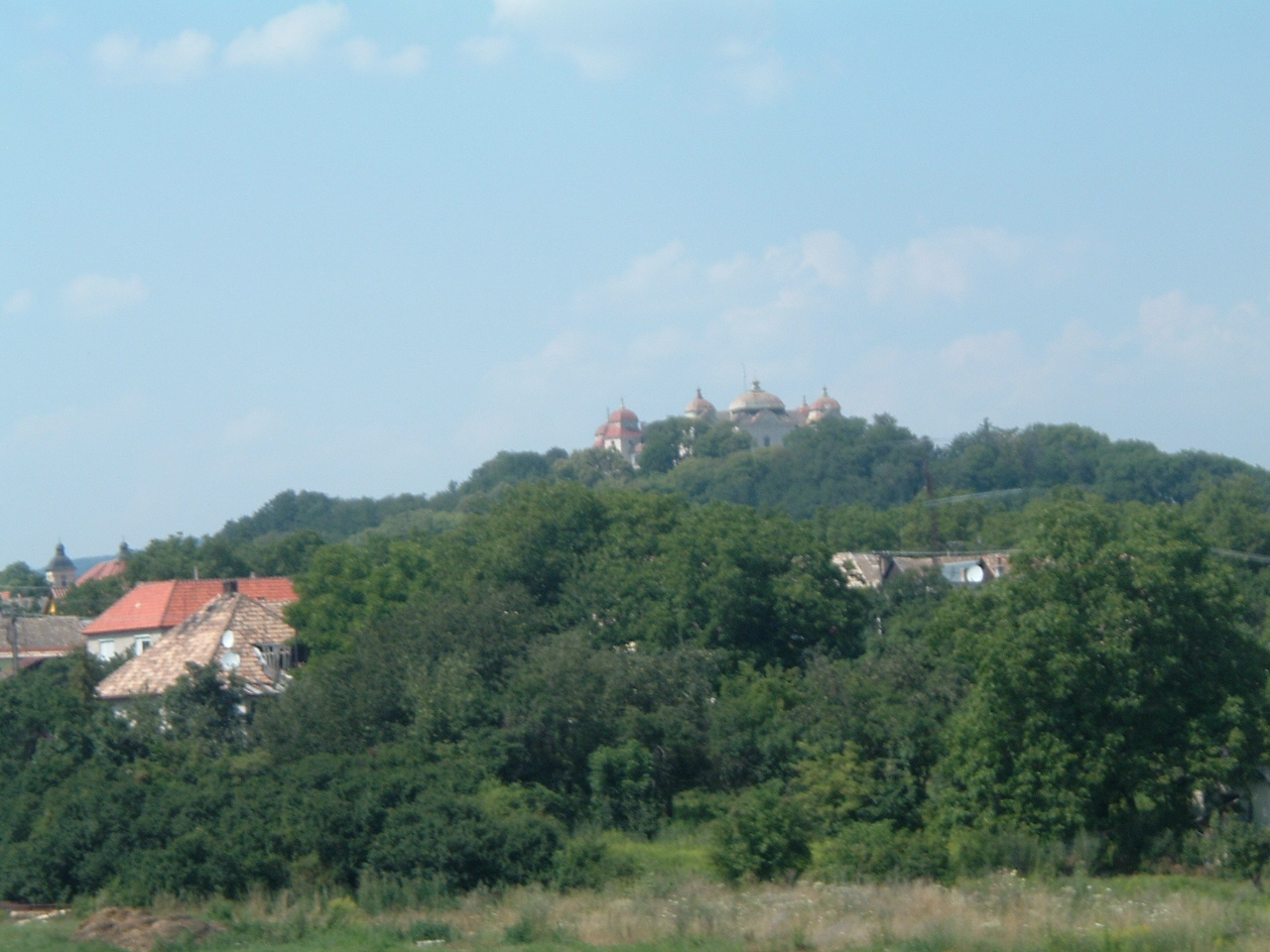
Gács látképe
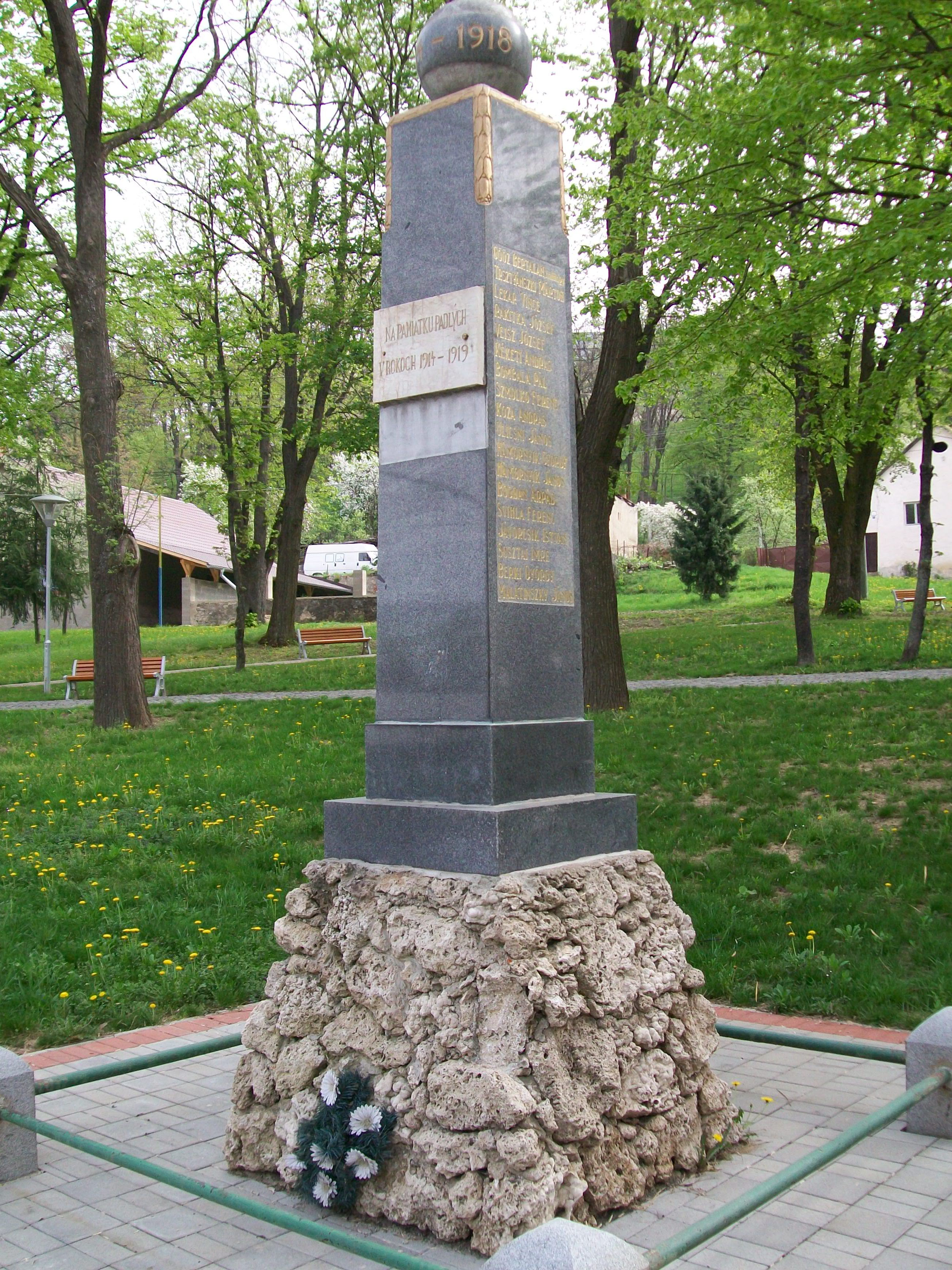
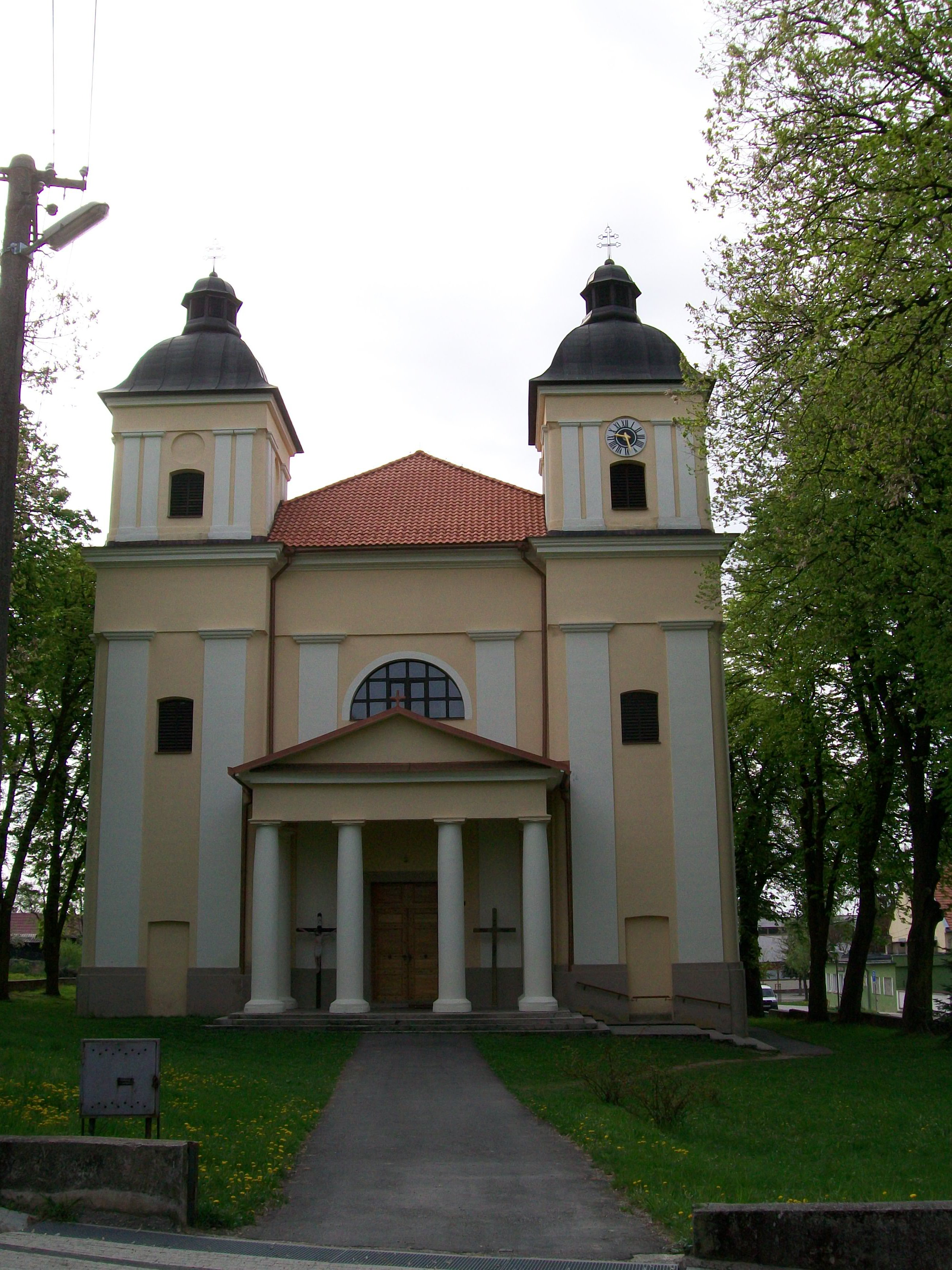
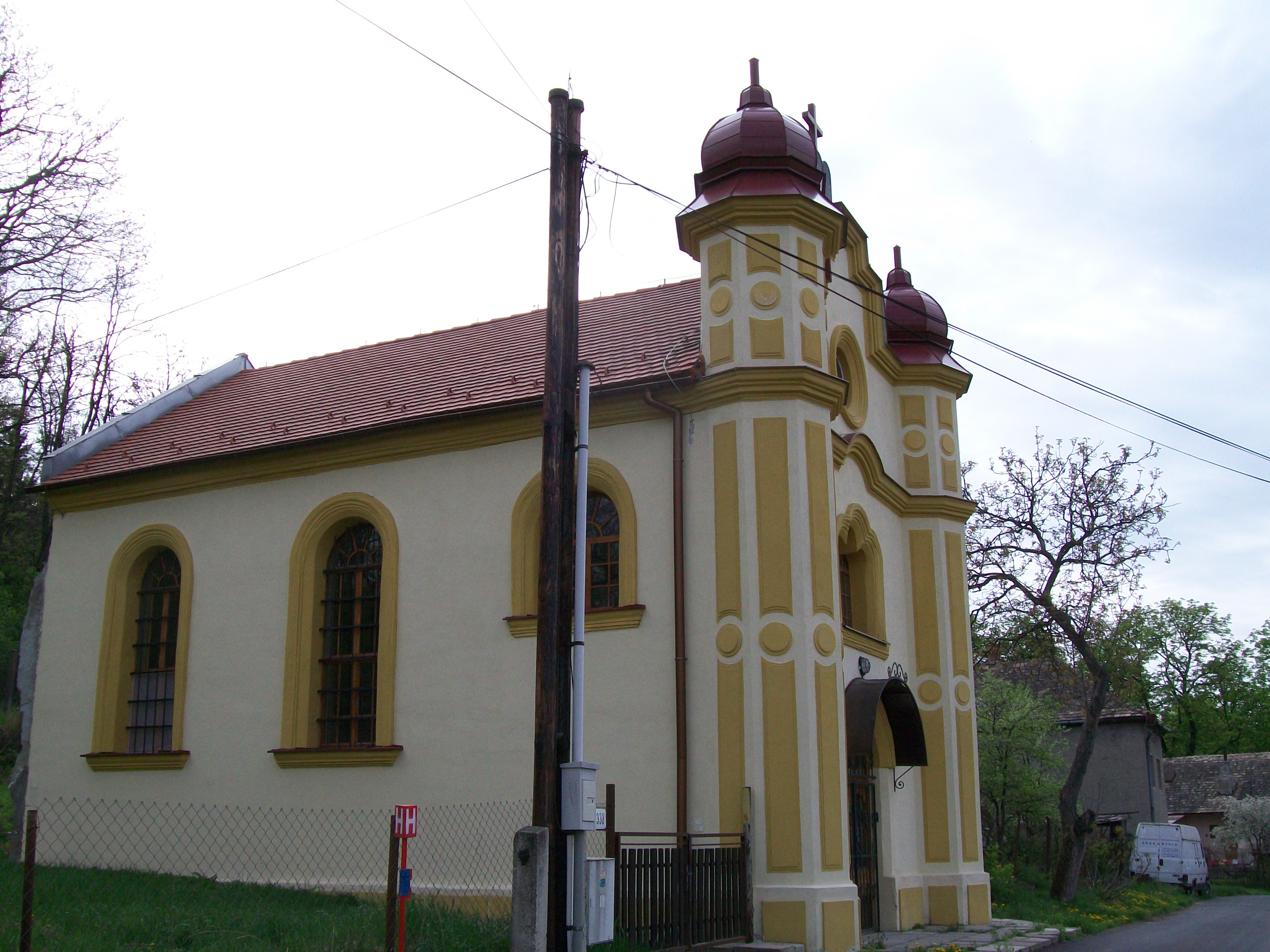
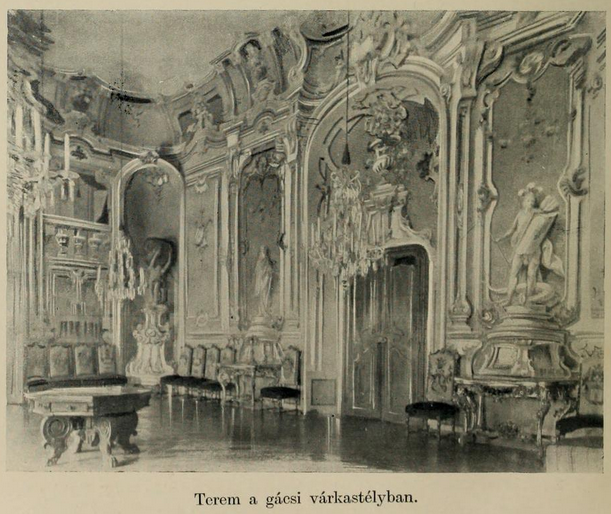
Terem a kastélyban (1911)
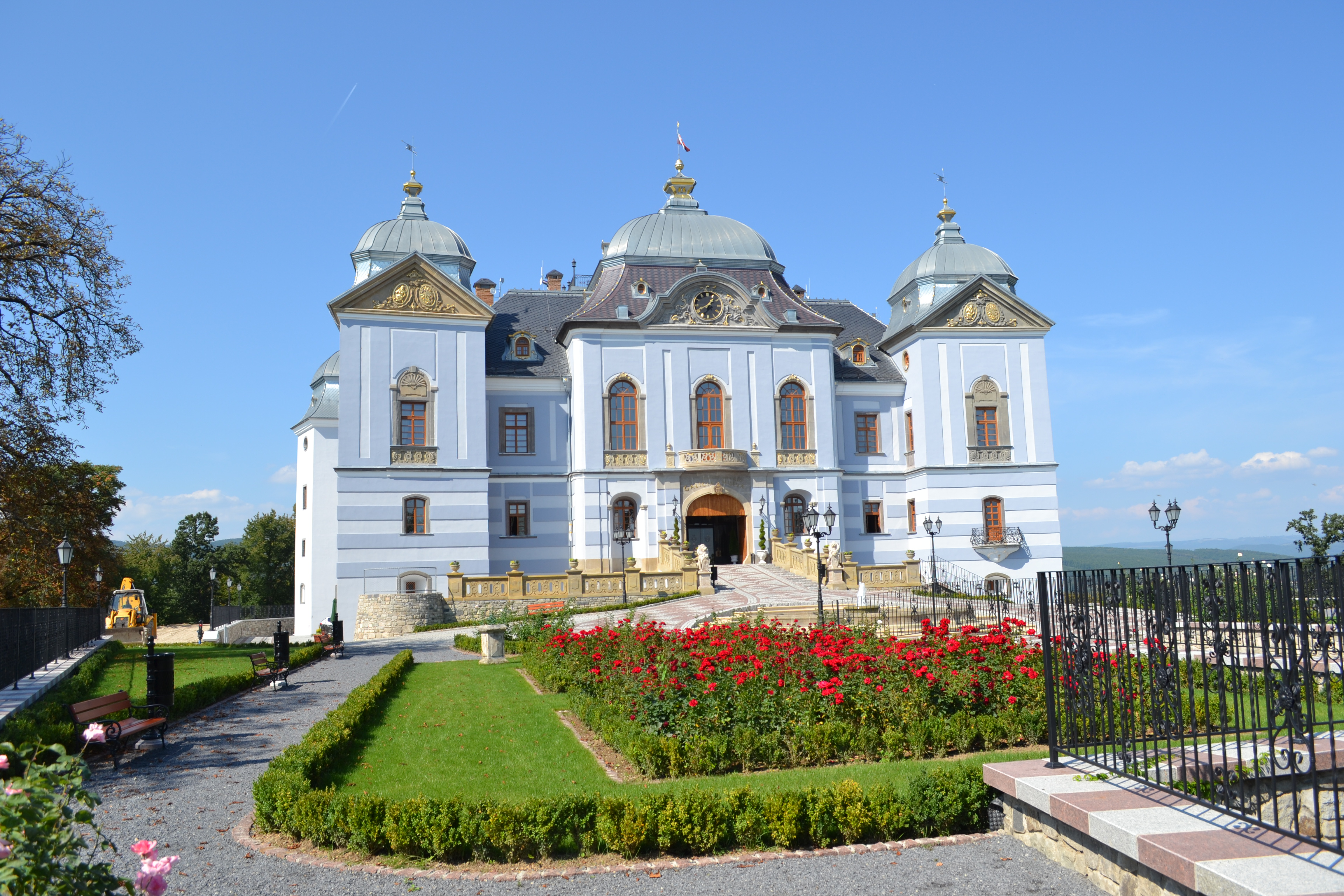
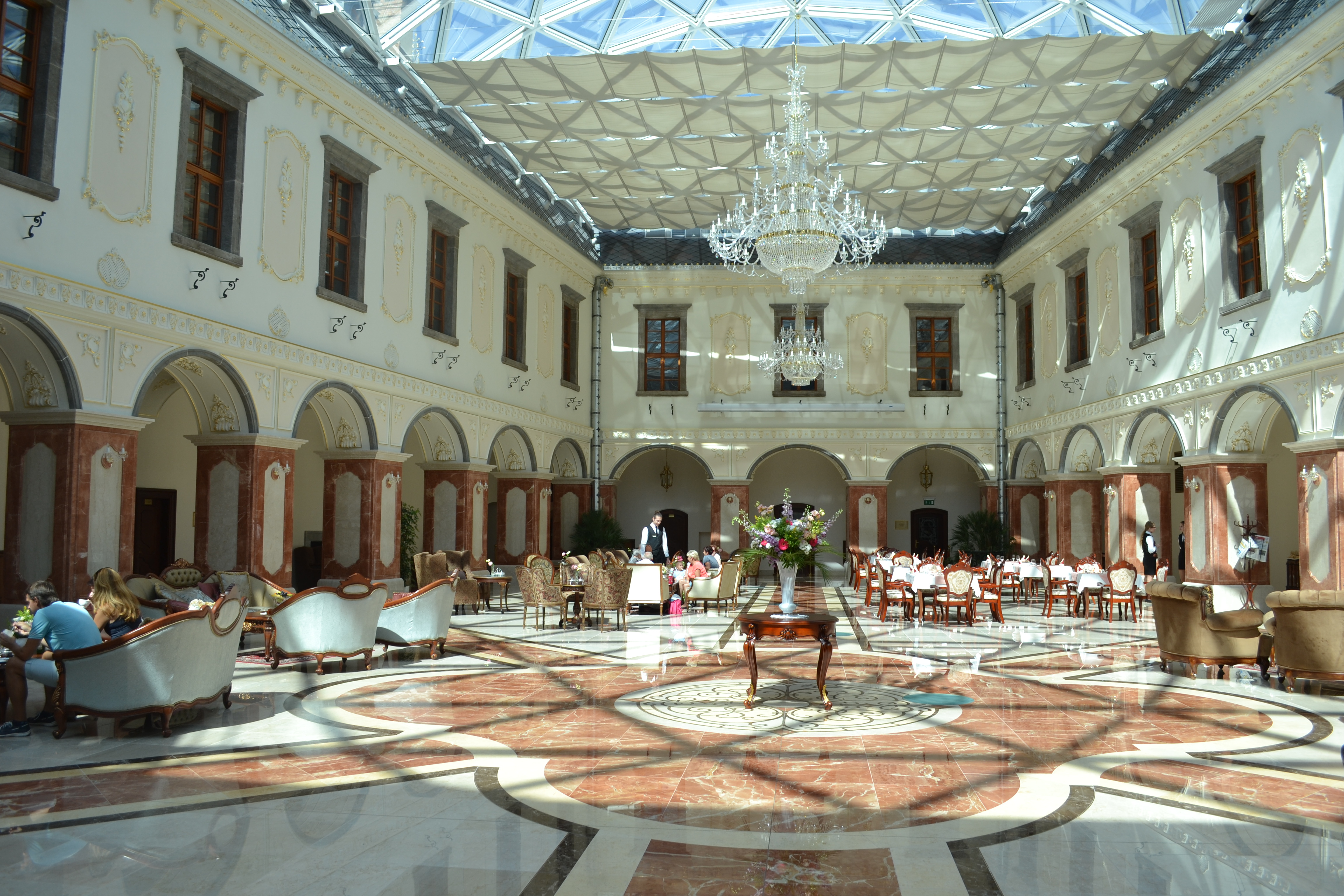

- 16. századi várkastélya ma is teljesen épen áll. 1709-ben kiégett, Meyerhofer építész vezetésével 1762-ben épült újjá. Ekkor nyerte el jelenlegi alakját. A második világháború alatt megrongálódott, 1945-ben kifosztották. 1955 és 1963 között újították fel. Az 1990-es évekig szociális otthon működött falai között. 2016-tól magánkézben Galícia Nueva néven szállodaként üzemel. 13 hektáros szép park övezi mesterséges tóval.
- Római katolikus temploma 1835-ben épült. A kéttornyú, egyhajós templom fő- és mellékoltárai jórészt a 19. század első feléből származnak.
- A korábbi királyi sóhivatal épülete a 18. század végén épült barokk-klasszicista stílusban.
- Az egykori posztógyár épülete a 19. század elején készült, ipari műemlék.
- Zsinagóga.
- A Forgách család 1843-ban épült kápolnája a temetőben.
- Temetőjében egy különleges természeti jelenség, félig egy fa törzsébe ágyazott 19. századi sírkő található.

## Neves személyek
- Gácson élt 1884 után gyógyszerészként és itt is alkotott Csontváry Kosztka Tivadar.
- Itt született 1819-ben Forgách Antal királyi biztos, császári biztos, főispán, valóságos belső titkos tanácsos, helytartó, főkancellár, országgyűlési képviselő.
- Itt született Hana Ponická szlovák írónő.
- Itt született Badiny Jós Ferenc sumerológus.

## Külső hivatkozások
- Községinfó
- Tourist-channel.sk
- Gács várkastélya (szlovák nyelvű képes leírás)
- Gács váráról a magyar Várak honlapon (magyarul)
- Gács vára (magyarul)
- Az általános iskola honlapja
- E-obce.sk[halott link]